# Брейден Пойнт
Брейден Пойнт (англ. Brayden Point; нар. 13 березня 1996, Калгарі) — канадський хокеїст, центральний нападник клубу НХЛ «Тампа-Бей Лайтнінг». Гравець збірної команди Канади.
Володар Кубка Стенлі.

## Ігрова кар'єра
Хокейну кар'єру розпочав 2011 року виступами за юніорську команду «Кенмор Іглс», згодом перейшов до «Мус-Джо Воріорс» (ЗХЛ).
2013 року на драфті КХЛ був обраний під 167-м загальним номером командою «Трактор» (Челябінськ).
2014 року був обраний на драфті НХЛ під 79-м загальним номером командою «Тампа-Бей Лайтнінг». 26 березня 2015 року Брейден та «Блискавки» підписали трирічний контракт. Кінцівку сезону 2014–15 років Пойнт відіграв за фарм-клуб «Сірак'юс Кранч».
13 жовтня 2016 року Пойнт дебютував у НХЛ у складі «Тампа-Бей Лайтнінг» у переможній грі 6–4 над «Детройт Ред Вінгз». Через два дні набрав перше очко зробвиши результативну передачу на Валттері Фільппулу в матчі проти «Нью-Джерсі Девілс».
24 січня 2018 року Брейдена номінували на участь в матчі всіх зірок НХЛ, він замінив травмованого одноклубника Віктора Гедмана.
15 листопада 2018 року Пойнт оформив перший хет-трик у переможній грі 4–3 над «Піттсбург Пінгвінс».
23 вересня 2019 року «Лайтнінг» продовжи вугоду з гравцем ще на три роки.
7 вересня 2020 року Брейден записав до свого активу п’ять очок і допоміг «блискавкам» перемогти «Нью-Йорк Айлендерс» з рахунком 8–2.
У сезоні 2020–21 «Тампа-Бей Лайтнінг» здобув Кубок Стенлі перегравши у фінальній серії «Монреаль Канадієнс».
28 липня 2021 року Пойнт підписав з «Лайтнінг» 8-річну угоду на $76 мільйонів доларів.
23 лютого 2023 року Пойнт забив свій 200-й гол у НХЛ в програному матчі 5–6 проти «Баффало Сейбрс». За підсумками сезону Брейден був номінований на Пам'ятний трофей Леді Бінг але зрештою поступився Анже Копітару.
10 жовтня 2023 року в першій грі сезону 2023–24 канадець провів свій 500-й матч в кар'єрі.

## На рівні збірних
У складі юніорської збірної Канади переможець Меморіала Івана Глінки 2013 року. Виступав на Кубку Виклику серед U17. Бронзовий призер чемпіонату світу 2014 року.
У складі молодіжної збірної Канади чемпіон світу 2015 року.
У складі збірної команди Канади переможець Турніру чотирьох націй.

## Нагороди та досягнення
- Учасник матчу усіх зірок НХЛ — 2018.[13]
- Володар Кубка Стенлі в складі «Тампа-Бей Лайтнінг» — 2020, 2021.[14]

## Статистика

### Клубні виступи
| Сезон        | Клуб                 | Ліга         | Регулярний сезон | Регулярний сезон | Регулярний сезон | Регулярний сезон | Регулярний сезон | Плей-оф | Плей-оф | Плей-оф | Плей-оф | Плей-оф |
| Сезон        | Клуб                 | Ліга         | І                | Г                | П                | О                | ШХ               | І       | Г       | П       | О       | ШХ      |
| ------------ | -------------------- | ------------ | ---------------- | ---------------- | ---------------- | ---------------- | ---------------- | ------- | ------- | ------- | ------- | ------- |
| 2011–12      | «Кенмор Іглс»        | АЮХЛ         | 4                | 2                | 2                | 4                | 0                | —       | —       | —       | —       | —       |
| 2011–12      | «Мус-Джо Воріорс»    | ЗХЛ          | 5                | 1                | 0                | 1                | 0                | 14      | 7       | 3       | 10      | 2       |
| 2012–13      | «Мус-Джо Воріорс»    | ЗХЛ          | 67               | 24               | 33               | 57               | 26               | —       | —       | —       | —       | —       |
| 2013–14      | «Мус-Джо Воріорс»    | ЗХЛ          | 72               | 36               | 55               | 91               | 53               | —       | —       | —       | —       | —       |
| 2014–15      | «Мус-Джо Воріорс»    | ЗХЛ          | 60               | 38               | 49               | 87               | 46               | —       | —       | —       | —       | —       |
| 2014–15      | «Сірак'юс Кранч»     | АХЛ          | 9                | 2                | 2                | 4                | 2                | 2       | 0       | 0       | 0       | 0       |
| 2015–16      | «Мус-Джо Воріорс»    | ЗХЛ          | 48               | 35               | 53               | 88               | 36               | 10      | 6       | 10      | 16      | 10      |
| 2016–17      | «Тампа-Бей Лайтнінг» | НХЛ          | 68               | 18               | 22               | 40               | 14               | —       | —       | —       | —       | —       |
| 2017–18      | «Тампа-Бей Лайтнінг» | НХЛ          | 82               | 32               | 34               | 66               | 24               | 17      | 7       | 9       | 16      | 10      |
| 2018–19      | «Тампа-Бей Лайтнінг» | НХЛ          | 79               | 41               | 51               | 92               | 28               | 4       | 1       | 0       | 1       | 5       |
| 2019–20      | «Тампа-Бей Лайтнінг» | НХЛ          | 66               | 25               | 39               | 64               | 11               | 22      | 14      | 19      | 33      | 10      |
| 2020–21      | «Тампа-Бей Лайтнінг» | НХЛ          | 56               | 23               | 25               | 48               | 11               | 23      | 14      | 9       | 23      | 8       |
| 2021–22      | «Тампа-Бей Лайтнінг» | НХЛ          | 66               | 28               | 30               | 58               | 33               | 9       | 2       | 3       | 5       | 4       |
| 2022–23      | «Тампа-Бей Лайтнінг» | НХЛ          | 82               | 51               | 44               | 95               | 7                | 6       | 2       | 2       | 4       | 2       |
| 2023–24      | «Тампа-Бей Лайтнінг» | НХЛ          | 81               | 46               | 44               | 90               | 14               | 5       | 2       | 3       | 5       | 2       |
| 2024–25      | «Тампа-Бей Лайтнінг» | НХЛ          | 77               | 42               | 40               | 82               | 7                | 5       | 2       | 0       | 2       | 4       |
| Усього в НХЛ | Усього в НХЛ         | Усього в НХЛ | 657              | 306              | 329              | 635              | 149              | 92      | 44      | 45      | 89      | 45      |

### Збірна
| Рік                | Команда            | Турнір             | Місце              | І  | Г | П  | О  | ШХ |
| ------------------ | ------------------ | ------------------ | ------------------ | -- | - | -- | -- | -- |
| 2013               | Канада             | МІГ18              | 1                  | 5  | 1 | 3  | 4  | 2  |
| 2013               | Канада Пасифік     | U17                | 5-е                | 5  | 2 | 3  | 5  | 14 |
| 2014               | Канада             | ЮЧС18              | 3                  | 4  | 0 | 2  | 2  | 2  |
| 2015               | Канада             | МЧС                | 1                  | 7  | 2 | 2  | 4  | 4  |
| 2016               | Канада             | МЧС                | 6-е                | 5  | 1 | 4  | 5  | 0  |
| 2017               | Канада             | ЧС                 | 2                  | 10 | 4 | 1  | 5  | 0  |
| 2025               | Канада             | 4Н                 | 1                  | 4  | 1 | 1  | 2  | 0  |
| Молодіжна збірна   | Молодіжна збірна   | Молодіжна збірна   | Молодіжна збірна   | 26 | 6 | 14 | 20 | 22 |
| Національна збірна | Національна збірна | Національна збірна | Національна збірна | 14 | 5 | 2  | 7  | 0  |